# Dracophyllum minimum
Dracophyllum minimum är en ljungväxtart som beskrevs av Ferdinand von Mueller. Dracophyllum minimum ingår i släktet Dracophyllum och familjen ljungväxter. Inga underarter finns listade i Catalogue of Life.